# Y
Y (minuskuła: y) (igrek) – dwudziesta piąta litera alfabetu łacińskiego, dwudziesta dziewiąta litera alfabetu polskiego. Litera nazywana jest igrek (z łac. y graeca). W języku polskim oznacza dźwięk [ɨ] lub [ɘ], niekiedy oznacza spółgłoskę [j], np. w starszym zapisie nazwiska Zamoyski. Literą tą w języku polskim zaczyna się tylko kilka słów, będących zapożyczeniami, i czyta się jak zwykle [j]: yale, yeti, yorkshire oraz yuppie. Wyjątkami są słowa ypsilon i ylid, czytane przez [ɨ]. „Słownik języka polskiego” pod redakcją Jana Karłowicza, Adama Kryńskiego i Władysława Niedźwiedzkiego (1900–1927) podaje wyrazy ykać i ykanie jako regionalne odpowiedniki wyrazów czkać i czkanie oraz wykrzykniki ychy, ychychy, yja, yjo. W innych językach może oznaczać na przykład samogłoskę [y] (np. niem. sympathisch [zʏmˈpaːtɪʃ]), [ɪ] (np. cz. my [mɪ]) lub spółgłoskę [j] (np. hisz. ayer [aˈjeɾ]).

## Inne reprezentacje litery Y
| Sygnalizacja                            | Sygnalizacja       | Sygnalizacja | Język migowy | Język migowy | Język migowy | Alfabet Braille’a |
| flaga Międzynarodowego Kodu Sygnałowego | Alfabet semaforowy | Kod Morse’a  | francuski    | kanadyjski   | polski       | Alfabet Braille’a |
| --------------------------------------- | ------------------ | ------------ | ------------ | ------------ | ------------ | ----------------- |
|                                         |                    | Yⓘ           |              |              | i            |                   |